# ایو لاپلاس
ایو لاپلاس (به فرانسوی: Yves Laplace) نویسنده قرن بیستم میلادی اهل فرانسه است.